# Cal Comalada (Cervera)
Cal Comalada és una obra del poble de Malgrat, al municipi de Cervera (Segarra) protegida com a Bé Cultural d'Interès Local.

## Descripció
Edifici de planta irregular. De la façana principal destaca la portalada, de pedra ben treballada i amb un arc rebaixat, amb un segell amb la data de "1794". El parament de la façana és força desigual i presenta evidències d'haver estat arrebossat. A la façana lateral hi sobresurt un cos afegit a manera d'eixida coberta a doble vessant i definida per la presència de dues arcades de mig punt, lleugerament rebaixades.
(Text procedent del POUM)